# FIA インターコンチネンタル・ドリフティング・カップ
FIA インターコンチネンタル・ドリフティング・カップ（英: FIA Intercontinental Drifting Cup）は、2017年より開催されている、ドリフト走行を主体とした自動車競技イベント。国際自動車連盟（FIA）直轄の「ドリフト世界一決定戦」をうたっている。

## 概要
従来ドリフト走行を主体とした自動車競技イベントについては、世界各地のモータースポーツ主催団体が独自にモータースポーツライセンスやレギュレーション等を定めてイベントを開催していた。これに対し世界的に自動車競技を管轄する主管団体であるFIAが、ドリフト走行の世界一を決めるイベントとして開催するのが本イベントである。
FIAでは2016年6月に「FIA Drifting Intercontinental Cup（仮題）」として本イベントの構想を明らかにし、実際にイベントを主催するプロモーターを募集。複数のプロモーターから応募があった中から、全日本プロドリフト選手権（D1グランプリ）の主催者として知られるサンプロス（三栄書房の子会社）が選ばれ、2017年9月30日・10月1日に東京・お台場で第1回が開催されることになった。
第1回は一発勝負でのイベントとなるが、FIAでは将来的には正式な世界選手権化、並びにフォーミュラ1（F1）等と同様にイベントをシリーズ化し、世界各国で複数回のイベントを行いその総合成績でチャンピオンを決定するような形式への発展を目指していることを明らかにしている。それに伴い、ドリフト走行のレギュレーションの統一や下位カテゴリーの整備などにも取り組んでいく方針である。
しかし2022年の開催が中止になって以降、本イベントについてFIA及びプロモーターからのアナウンスが一切無く、また公式Webサイトも閉鎖されており、事実上の休止状態となっている。

## レギュレーション

### 出場資格
初年度は「各国で行われているドリフトシリーズにて年間総合3位以上を獲得した実績がある」ことを一つの目安に、主催者側の選考委員会による選考で選ばれたドライバーが参加できる。また各ドライバーには、各国のモータースポーツ統括団体（ASN）が発行する国際D1ライセンス以上のライセンス取得が義務付けられる。
ただ第3回からは「各国のASNが発行するライセンス保有者なら誰でも応募できる」となり、参加資格が緩和された。

## 結果

### 第1回（2017年）
2017年9月30日・10月1日に東京・お台場で開催され、世界14ヶ国から計24名のドライバーがエントリー。日本からは藤野秀之・川畑真人・斎藤太吾・横井昌志の4名がエントリーした。イベントは2日制で、初日・2日目ともに午前中に全ドライバーによる単走が行われ、点数の上位16選手が午後の追走トーナメントに進む。追走トーナメントはD1GPなどと同様に車両の前後を入れ替えた上で2本走行した結果の判定により勝敗が決まる方式。各日の単走・追走の優勝者にはそれぞれ優勝カップが与えられるほか、2日間の単走・追走の順位に応じたポイントを合計した総合ポイントランキングもあり、合計ポイントの最上位者が総合優勝となる。
最終的に初日の追走トーナメントを制し、2日目も追走2位となった川畑が総合優勝を飾った。

### 第2回（2018年）
2018年11月2日 - 4日に東京・お台場で開催される。大会形式は前年と異なり、初日が練習走行、2日目に予選（単走）、最終日に決勝（単走及び追走）が行われる。またサポートレースとしてD1グランプリが併催される（最終日は除く）。参加者は前年から増加し、世界17ヶ国から30名がエントリー。日本からは前年優勝者の川畑に加え、横井・藤野・末永直登の4人がエントリーしている。最終的にロシアのゲオルギィ・チフチャンが優勝を飾った。

### 第3回（2019年）
2019年11月29日 - 12月1日に筑波サーキットで開催。主催者側では前年同様お台場での開催を予定していたが、2020年東京オリンピックの開催準備のためお台場が使用できず、会場を変更することになったとしている。開催フォーマットも若干変更され、2日目は午前中に予選を実施、その下位16名が同日午後に追走トーナメントを行い、その優勝者が予選上位者と共に決勝に進むという形になる。また併催イベントとして「筑波スーパーラップ」（TSL）が開催される。結果はロシアのゲオルギィ・チフチャンが2連覇を達成した。

### 第4回（2021年）
2021年6月12日・13日にラトビア・リガで開催。今回よりプロモーターがロシアを中心にドリフトシリーズを展開する Russian Drift Series LLC に交代し、同社がFIAと3年契約を結んだ。結果はFIAドリフト初参戦となる、ジェームス・ディーン（アイルランド）が初優勝を飾った。

### 第5回（2022年）
2022年6月9日 - 12日にロシア・ソチのソチ・オートドロームで開催予定だったが、2022年ロシアのウクライナ侵攻の影響を受け、同年2月に開催中止が発表された。